# Pyramide à degrés
Une pyramide à degrés est une construction pyramidale à faces en forme d'escalier géant. Construction funéraire pour les anciens Égyptiens ou temple solaire pour les peuples précolombiens, leur affectation varie en fonction des civilisations qui les ont construites.

## Égypte antique

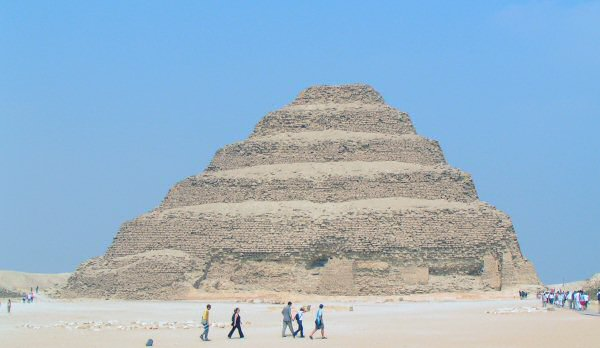
Complexe funéraire du roi Djéser

Depuis les travaux de la fin du XIXe siècle et du début du XXe siècle des égyptologues Petrie, Wainwright et Borchardt, la pyramide à degrés est traditionnellement considérée comme un stade intermédiaire de l'évolution des pyramides débutant avec les mastabas et finissant avec les pyramides à faces lisses en passant par la pyramide rhomboïdale du pharaon Snéfrou.
La première pyramide à degrés est construite pour le pharaon Djéser par son architecte Imhotep à Saqqarah, au cours de la IIIe dynastie de l'Ancien Empire. Certains égyptologues pensent que cette pyramide a été construite en plusieurs étapes : tout d'abord, un mastaba classique comme celui de tous les pharaons de cette époque ; puis agrandissement de ce mastaba pour atteindre la taille actuelle de la base carrée de la pyramide ; enfin, superposition de plusieurs mastabas (quatre étages puis six étages) de dimensions décroissantes, leur géométrie pouvant s'accommoder d'une certaine imprécision. C'est l'égyptologue Borchardt qui a décrit cette pyramide comme un empilement de mastabas, vision réfutée dès 1936 par Jean-Philippe Lauer. Quoi qu'il en soit, la pyramide, après avoir atteint sa forme définitive, garde les éléments constitutifs du mastaba dont elle est issue (généralement une chambre funéraire centrale au fond d'un puits, où repose le sarcophage). À partir de la fin de la IIIe dynastie et du commencement de la IVe dynastie, les architectes, constatant que les pyramides a degrés présentaient certains inconvénients incompatibles avec le sentiment de pureté rituelle (elles se recouvraient de poussière de sable et de débris apportés par le vent, servaient de perchoir aux oiseaux qui souillaient ces monuments), ont perfectionné leurs techniques pour aboutir à des pyramides à faces lisses.

## Mésopotamie et Perse

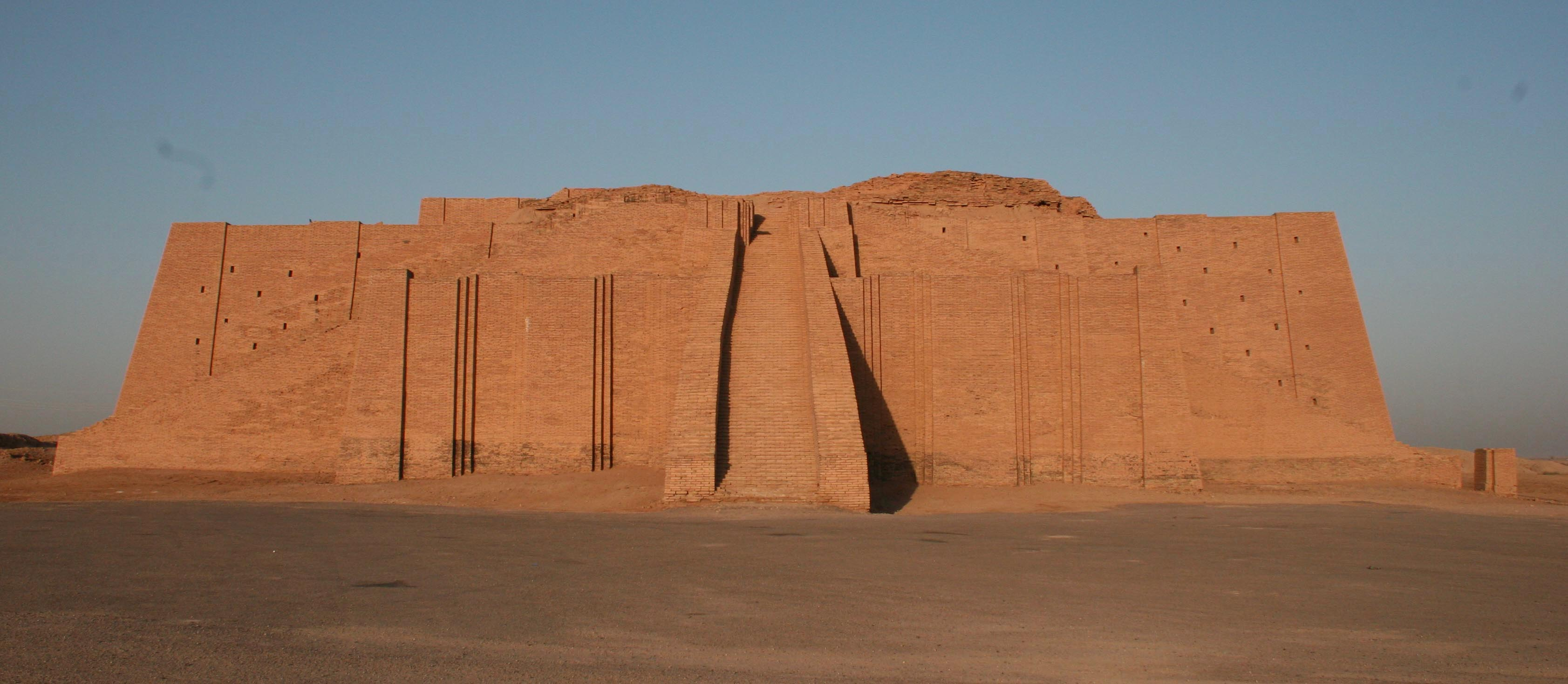
Ziggurat d'Ur.

En Mésopotamie il existe des édifices religieux en forme de pyramide à étages, dont la fonction demeure floue même s'il s'agirait plutôt d'un lieu de cultes et de sacrifices, nommées ziggourat.

## Amérique précolombienne

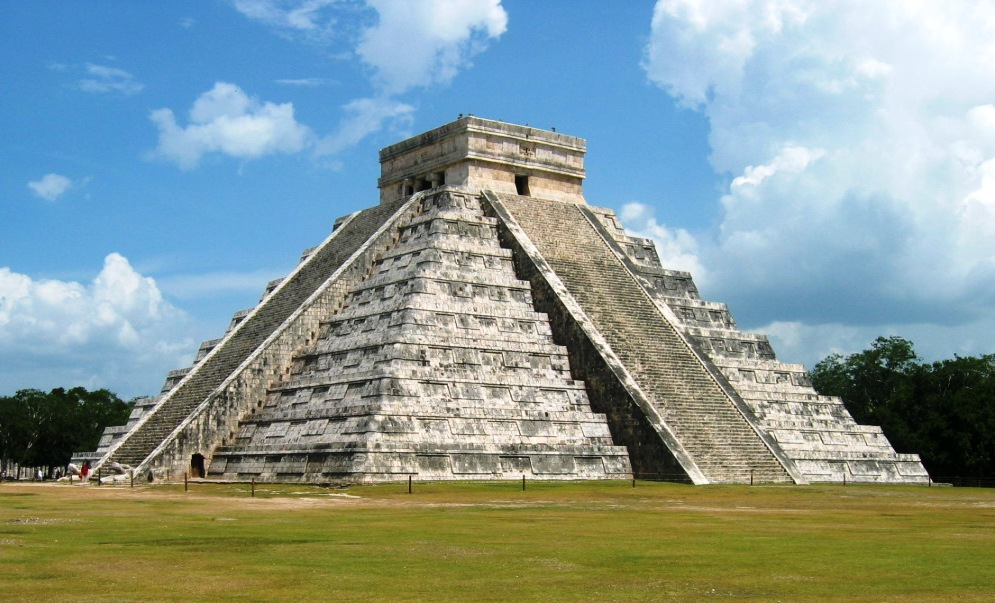
Castillo de Chichén Itzá (civilisation maya).

Des exemples de pyramides à degrés se retrouvent dans de nombreuses civilisations précolombiennes, en particulier en Mésoamérique, depuis les Olmèques aux Aztèques, ainsi qu'en Amérique du Sud, chez les Incas.